# Mare de Déu de Montserrat (Mundet)
La Mare de Déu de Montserrat és una roca-silueta ubicada al recinte Mundet, al barri de Montbau de Barcelona. La pedra vol recordar la silueta de la Mare de Déu de Montserrat. Va ser una donació del santuari de Nuestra Señora de la Peña de Francia, a Salamanca, on hi ha una verge morena, com la de Montserrat. Es va instal·lar el 20 de setembre de 1974, al lloc on un any abans s'hi havia posat la primera pedra de les escoles Pando-Mundet i residència Serradell-Trabal (actualment escola Els Pins i oficines de la Diputació de Barcelona, respectivament). A la base de formigó s'hi van col·locar 2 plaques que, en castellà, diuen: 'Escoles Pando-Mundet i residència Serradell-Trabal, inaugurades pel president de la Diputació de Barcelona Excm. Sr. En Juan Antonio Samaranch i el diputat-delegat per les Llars 'Ana G. de Mundet', Ilm Sr. En Antonio Monés, essent col·locada la primera pedra en aquest lloc el dia 24 d'abril de 1973. Barcelona, 20 de setembre de 1974.' i a l'altre: 'El santuari de Nuestra Señora de la Peña de Francia (Salamanca) en senyal de fraterna unió entre Castella i Catalunya va fer donació d'aquesta roca-silueta de la Mare de Déu de Montserrat a les Llars Anna G. de Mundet'. Les dimensions de la pedra són: 1,71 m d'alçada, 0,77 m d'amplada i 0,44 de fondària.